# Literatura de laboratorio
La literatura de laboratorio es un género literario que se centra en realizar el retrato realista de científicos y de su profesión. Al contrario de la ciencia ficción, la literatura de laboratorio se ambienta típicamente en el mundo real, y rara vez entra en el terreno de la especulación o en futuros alternativos. Las novelas de este género se centran directamente en la ciencia, o recurren a conceptos científicos en sus tramas y referencias, pero todas tienden a tener científicos como personajes centrales. 
Ejemplos de la literatura de laboratorio incluyen El Dilema de Cantor de Allegra Goodman, La Pequeña de Mendel de Simon Mawer y Enigma de Robert Harris.
La tendencia de incorporar ciencia real en la literatura es relativamente nueva, liderada por escritores como Carl Djerassi, pero rápidamente crece con el aumento del interés del público en la ciencia. Esto se refleja en el nuevo curso en el Colegio Lyman Briggs de la Universidad Estatal de Míchigan, dedicada a este género.